# 3-tert-Butylphenol
3-tert-Butylphenol ist eine chemische Verbindung aus der Gruppe der Phenole.

## Gewinnung und Darstellung
3-tert-Butylphenol kann durch Reaktion von Phenol mit Isobutylen gewonnen werden, wobei auch 4-tert-Butylphenol entsteht.

## Eigenschaften
3-tert-Butylphenol ist ein brennbarer, schwer entzündbarer, weißer Feststoff mit unangenehmem Geruch, der schwer löslich in Wasser ist. Er zersetzt sich bei Erhitzung.

## Verwendung
3-tert-Butylphenol kann zur Herstellung anderer chemischer Verbindungen verwendet werden.